# Štabni vodnik
Štabni vodnik je  podčastniški čin v Slovenski vojski, po Nato standardu uvrščen na raven OR7. Tipične dolžnosti so enotovni PČ voda, inštruktor, štabni PČ v poveljstvu bataljona/polka.
Štabni vodnik opravlja zahtevnejša dela in naloge v vseh treh kariernih stebrih. Praviloma vodi enoto ali izvaja naloge v štabnem procesu. Podpira poveljnika in mu svetuje. Koordinira delo, usposabljanje in urjenje podrejenih. Sodeluje pri načrtovanju usposabljanja, urjenja, rednega dela, vzdrževanja in oskrbe. Izdeluje evidence, preglednice, poročila, ter ostale administrativno - tehnične naloge na svojem strokovnem področju. Zagotavlja izvajanje predpisov, navodil in ukazov v enoti. Dolžnosti in odgovornosti  štabnega vodnika so podobne kot dolžnosti vodnika. V bistvu se dolžnosti in odgovornosti podčastnikov nikoli ne spreminjajo, vendar obstajajo pomembne razlike med vsako naslednjo ravnjo.
Slovenska vojska :